# Bystrzyca (województwo podkarpackie)
Bystrzyca – wieś w Polsce, położona w województwie podkarpackim, w powiecie ropczycko-sędziszowskim, w gminie Iwierzyce.
Była wsią królewską dóbr krzesłowych kasztelanii sandomierskiej w województwie sandomierskim w 1629 roku. W latach 1954–1972 wieś należała i była siedzibą władz gromady Bystrzyca. W latach 1975–1998 miejscowość administracyjnie należała do województwa rzeszowskiego.
Przez miejscowość przepływa Bystrzyca, niewielka rzeka dorzecza Wisły, dopływ Wielopolki.
Miejscowość jest siedzibą parafii pod wezwaniem św. Franciszka z Asyżu, należącej do dekanatu Sędziszów Małopolski, diecezji rzeszowskiej.

## Części wsi
| SIMC    | Nazwa           | Rodzaj    |
| ------- | --------------- | --------- |
| 0651565 | Czerwonek       | część wsi |
| 0651571 | Dolna Bystrzyca | część wsi |
| 0651588 | Górna Bystrzyca | część wsi |
| 0651594 | Kąty            | część wsi |
| 1043069 | Łono            | część wsi |
| 1043081 | Malanówki       | część wsi |
| 0651602 | Rędziny         | część wsi |
| 0651619 | Sępia           | część wsi |
| 1043112 | Słotwiny        | część wsi |
| 0651625 | Wola            | część wsi |
| 0651631 | Wychylówka      | część wsi |

## Zabytki
- Kościół pw. św. Franciszka z Asyżu − zbudowany w latach 1932–1935 według projektu Zdzisława Mączeńskiego; drewniany w tradycji dawnego budownictwa regionalnego, konstrukcji zrębowo-słupowej, kryty blachą. Wieża o konstrukcji słupowo-ramowej z pozorną izbicą, zwieńczona ślepą latarnią z kopułką. Nawę i prezbiterium nakrywa dach wielopołaciowy z wieloboczną sygnaturką. Wnętrze nakryte jest częściowo stropem płaskim, a częściowo pozornym sklepieniem kolebkowym.